# 徐曉英
徐晓英（1937年10月—2016年8月19日），浙江衢州人。笔名霞影，浙派古琴家。为历史学家徐映璞的女儿。徐元白弟子，并师从于张味真、查阜西、管平湖、溥雪斋、吴景略、张子谦及古箏演奏家王巽之，曾為杭州艺术学校讲师。
2016年8月19日，在杭州去世。